# Pegomya petasitae
Pegomya petasitae är en tvåvingeart som beskrevs av Griffiths 1982. Pegomya petasitae ingår i släktet Pegomya och familjen blomsterflugor. Inga underarter finns listade i Catalogue of Life.